# Conrad Benjamin
Conrad Benjamin (* 16. Juli 1869 in Stettin; † 8. Januar 1940 in Berlin) war ein deutscher Althistoriker und Gymnasiallehrer, der von 1898 bis 1930 am Luisenstädtischen Gymnasium unterrichtete.

## Leben
Conrad Benjamin war der älteste Sohn des jüdischen Bankiers Moses (Max) Benjamin (1839–1901) und der Therese geb. Marcussohn (1847–?). Er wuchs mit vier jüngeren Geschwistern in Stettin und Berlin auf; sein jüngster Bruder war der Kinderarzt Erich Benjamin (1880–1943).
Conrad Benjamin besuchte das Königliche Wilhelms-Gymnasium in Berlin und studierte nach der Reifeprüfung (17. September 1887) Klassische Philologie und Geschichte, zuerst an der Friedrich-Wilhelms-Universität Berlin, dann vom Sommersemester 1888 bis einschließlich Sommersemester 1889 an der Universität Jena. Nach seiner Rückkehr an die Berliner Universität schloss er sich besonders den Althistorikern Theodor Mommsen und Otto Hirschfeld an. Am 3. Juni 1892 wurde er mit einer Dissertation zur Militärgeschichte unter Kaiser Justinian I. zum Dr. phil. promoviert. Danach bereitete er sich auf die Staatsprüfung für das höhere Lehramt vor, die er im ersten Anlauf (27. Juni 1893) mit mäßigem Ergebnis bestand: Er erhielt die Lehrberechtigung in den Fächern Latein, Griechisch und Geschichte nur bis zur Unterstufe II. Dieselbe Berechtigung erhielt er in einer Ergänzungsprüfung für das Fach Deutsch am 8. Mai 1894. Noch im selben Jahr konvertierte Benjamin vom jüdischen zum christlichen Glauben und ließ sich evangelisch taufen.
Im Anschluss an die Prüfungen leistete Benjamin vom 1. Oktober 1894 zum 30. September 1895 den Militärdienst als Einjährig-Freiwilliger in Ludwigsburg ab. Er blieb seinem Regiment als Reserveoffizier verbunden und wurde am 13. Dezember 1897 zum Leutnant befördert. Zuvor hatte er am 21. Januar 1896 in einer Erweiterungsprüfung die volle Lehrberechtigung in den Fächern Latein und Griechisch erhalten (sowie in Geografie bis zur Quarta). Zu Ostern 1896 trat er in das Königliche Pädagogische Seminar in Berlin ein und absolvierte das erste Ausbildungsjahr (Seminarjahr) dort sowie am Friedrichs-Gymnasium. Das zweite Ausbildungsjahr (Probejahr) am Luisenstädtischen Gymnasium wurde unter Anrechnung seines Militärdienstes auf sechs Monate gekürzt, so dass er ein halbes Jahr ohne Anstellung war. Am 1. Oktober 1898 wurde er am Luisenstädtischen Gymnasium als wissenschaftlicher Hilfslehrer angestellt.
Am Luisenstädtischen Gymnasium wirkte Benjamin bis zu seinem Eintritt in den Ruhestand (1. Oktober 1930), ab dem 1. Oktober 1902 als Oberlehrer. Am 19. Juli 1911 erhielt er den Titel „Gymnasialprofessor“. Während des Ersten Weltkriegs diente er bei der Landwehr und wurde am 2. August 1915 zum Rittmeister befördert.
In der Zeit des Nationalsozialismus lebte Conrad Benjamin weiterhin in Berlin, im Gegensatz zu seinem Bruder Erich, der 1935 seine Lehrbefugnis und seine Approbation als Arzt verlor und 1938 in die USA emigrierte. Conrad Benjamin starb am 8. Januar 1940 an einer Lungenentzündung, die er sich Weihnachten 1939 zugezogen hatte.

## Familie
Conrad Benjamin war in erster Ehe mit Lili geb. Hasse (1877–1966) verheiratet, der Tochter des Zahnarztes Ludwig Haas, die er seit seiner Kindheit kannte. Bei der Heirat 1897 trat Lilli zum evangelischen Glauben über. Das Paar bekam vier Kinder, von denen eines im Alter von zwei Jahren starb. Nach der Geburt der Tochter Maria (1906) entfremdete sich das Ehepaar, die Ehe wurde 1908 geschieden und die Kinder Helene, Wolfgang und Maria blieben beim Vater, der ihnen im Juli 1909 den Namen „Benning“ gab. Lili Benjamin zog nach München und arbeitete dort als Krankenschwester. Am 25. Februar 1909 heiratete sie Conrads Bruder Erich, der dort als Kinderarzt arbeitete.
Conrad Benjamin heiratete 1916 in zweiter Ehe Elise Agnes Placzek geb. Hirschwald (1878–?), die Tochter des Mineralogen Julius Hirschwald (1845–1928), die ihre zwei Kinder Gerda und Heinz mit in die Ehe brachte. Gerda und Heinz emigrierten in den 1930er Jahren nach Chile beziehungsweise nach New York, wohin auch ihr Vater, der Psychiater und Sexualforscher Siegfried Placzek (1866–1946), emigrierte.

## Wissenschaftliches Werk
Benjamin beschäftigte sich über seine Dissertation hinaus mit historischen Themen, insbesondere der Spätantike. Von circa 1898 bis 1914 verfasste er 110 prosopografische (biographische) Artikel zu spätantiken Persönlichkeiten für die Neubearbeitung von Paulys Realencyclopädie der classischen Altertumswissenschaft (RE), die von Georg Wissowa geleitet wurde.

## Schriften (Auswahl)
- De Justiniani imperatoris aetate quaestiones militares. Berlin 1892 (Dissertation)
- Das deutsche Gymnasium im Spiegel der Dichtung seit 1870. Berlin 1904 (Schulprogramm)